# Gasthaus Ritter (Fürfeld)

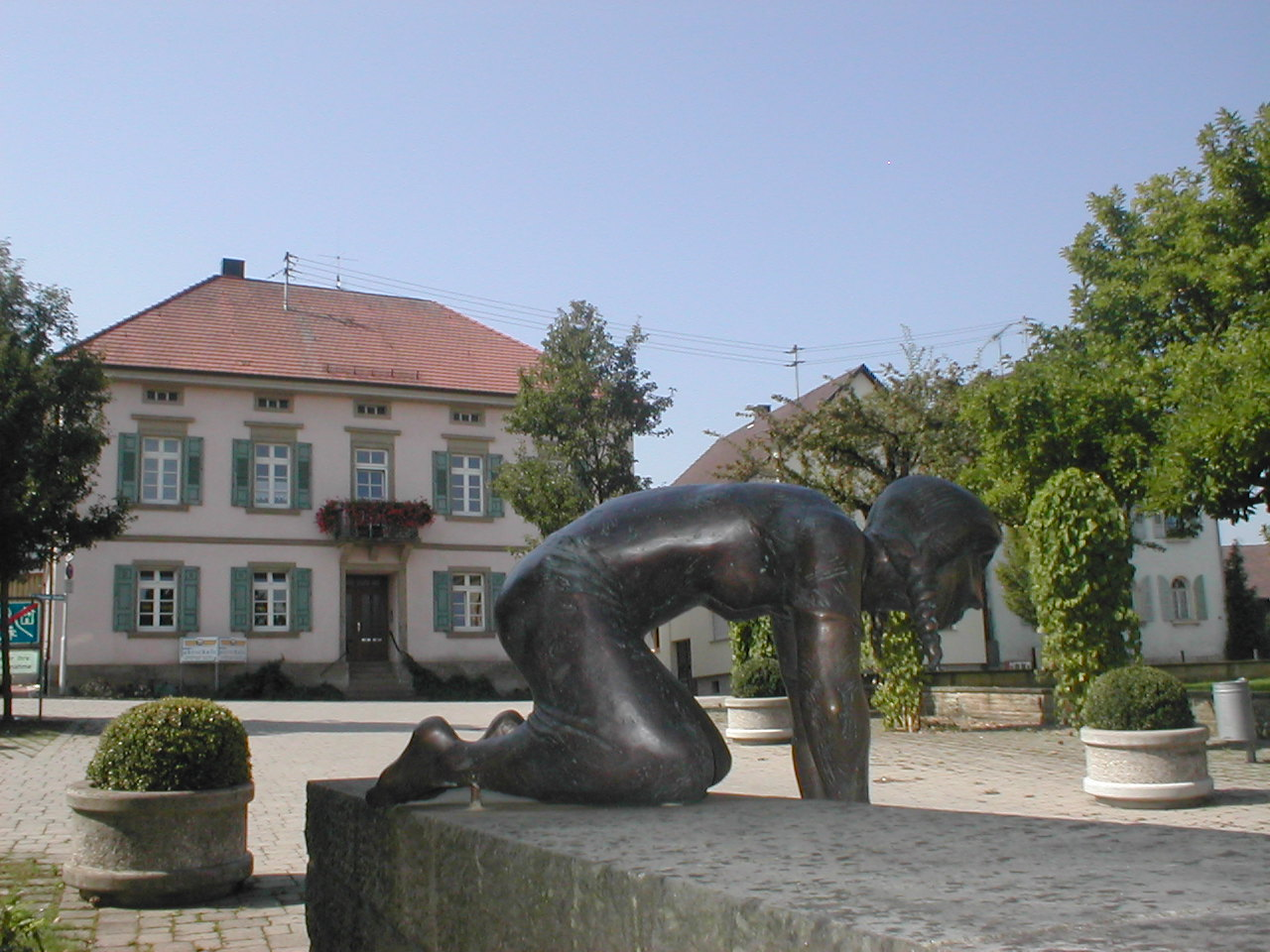
Blick über einen der Brunnen am Dorfplatz zum ehemaligen Gasthaus Ritter in Fürfeld

Das ehemalige Gasthaus Ritter in Fürfeld war von 1737 bis 1860 die Posthalterei des heute nach Bad Rappenau eingemeindeten Ortes. Das nach einem Brand 1849 neu aufgebaute Gebäude war von 1870 bis 1970 Pfarrhaus des Ortes. An der Stelle seiner Nebengebäude wurde 1871/73 die Evangelische Kirche Fürfeld erbaut.
Da das Gebäude 100 Jahre lang als Pfarrhaus diente, wird es auch Altes Pfarrhaus genannt. Unterhalb des Fürfelder Schlosses hat sich mit dem von 1589 bis 1844 genutzten vorherigen Pfarrhaus ein weiteres Altes Pfarrhaus am Ort erhalten.

## Geschichte
Der reichsritterschaftliche Ort Fürfeld lag an der Hohen Straße, einem Abschnitt des alten Fernwegs von Heilbronn über Mannheim nach Frankfurt am Main. Diese Straße wurde in der frühen Neuzeit auch von der Post genutzt, weswegen an verschiedenen Orten längs ihres Verlaufs Poststationen eingerichtet wurden. Dem Charakter der frühneuzeitlichen Post entsprechend wurden hier nicht nur Postsendungen übergeben, sondern konnten auch Postreiter die Pferde wechseln oder Quartier beziehen und Postkutschen-Reisende sich erfrischen oder einkehren. Die Posthalterei wurde daher üblicherweise an Gastwirte vergeben, die über ausreichend große Gasthäuser und Ställe verfügten.
Die Poststelle in Fürfeld wurde am 28. März 1737 eingerichtet. Erster Posthalter war der Schultheiß und Gastwirt Herbst, der sein Anwesen samt Inventar 1739 an den Posthalter Merker aus Bietigheim verkaufte. Merker geriet in Streit mit der Obrigkeit, weil im August 1743 eine Mannschaft Soldaten bei ihm einquartiert wurde und er auf den Kosten sitzen blieb. Da die Ortsherrschaft der Freiherren von Gemmingen ihm auch künftig keine Befreiung von solchen Lasten zusagen wollte, verkaufte Merker 1745 seine Güter an den Rößles-Wirt und Schmied Johann Christoph Faiß.
Unter Faiß erlebte die Posthalterei und mit ihr das Gasthaus Ritter eine Blüte. Für 1763 werden 3188 Maß Wein genannt, die Faiß in seinem Gasthaus ausschenkte, mehr als in jedem anderen Fürfelder Gasthaus. Der Fürfelder Amtmann König bezeichnete Posthalter Faiß als den reichsten Bürger des Ortes. Faiß hatte immer wieder Streit mit der Obrigkeit, der zu seinen Zeiten als Posthalter nicht mehr beigelegt werden konnte. Erst sein Schwiegersohn und Nachfolger Johannes Strauß einigte sich 1767 mit Gemeinde und Herrschaft über einige Streitsachen seines Schwiegervaters.
In Strauß’ Zeit fiel der Ausbau des Abschnitts der Hohen Straße von Fürfeld nach Steinsfurt zur Chaussee, deren Verlauf heute noch der entsprechende Abschnitt der B 39 im Wesentlichen folgt. Johann Wolfgang von Goethe lobte auf seiner Reise in die Schweiz 1797 gerade Chausseen und schöner Fruchtbau bis Fürfeld, auch wenn er den Ort selbst nur als geringen Landort betitelte.
Nach Strauß’ Tod am 17. Februar 1789 führte seine Witwe die Posthalterei weiter. Ihr zweiter Mann Georg Immanuel Lauer starb schon 1795, danach führte die Witwe die Posthalterei zunächst alleine. Das Geschäft war so einträglich, dass sie 120 Morgen Ackerland erwerben konnte. 1799 ging sie eine dritte Ehe mit Ludwig Braunwarth aus Karlsruhe ein, der die Posthalterei übernahm, aber 1809 entlassen wurde. Ihm folgte Johann Ludwig Ludwig Strauß, ein Sohn der Witwe Strauß aus erster Ehe, der jedoch nach ungefähr einem Jahr wegen ungenügender Leistungen suspendiert wurde. Ihm folgte 1810 als Posthalter Philipp Heinrich Redwitz aus Malmsheim.

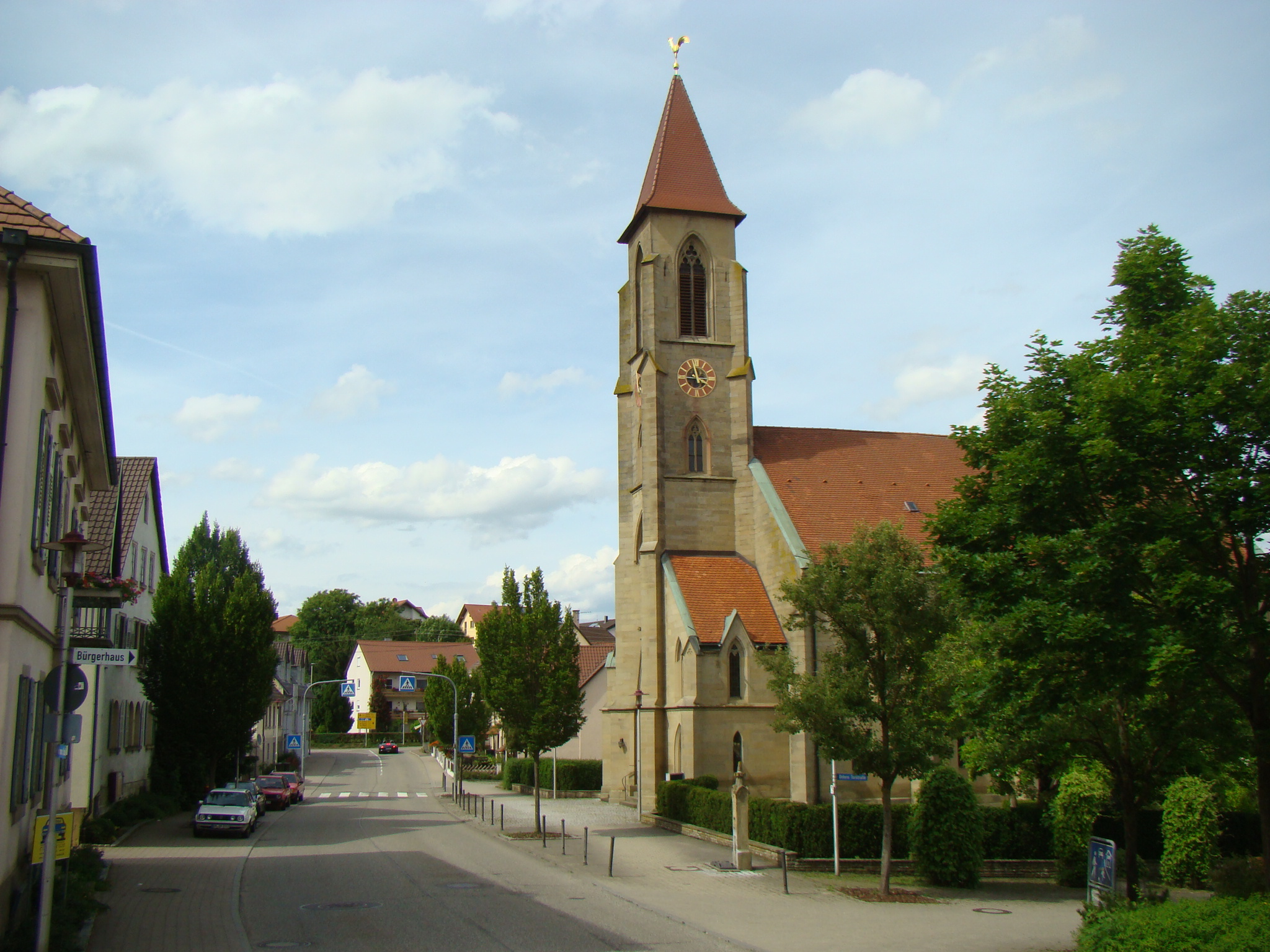
Die evangelische Kirche in Fürfeld an der Stelle der Nebengebäude der Posthalterei. Das ehemalige Gasthaus Ritter ragt ganz links gerade noch ins Bild

Inzwischen war Fürfeld nach der Aufhebung der Reichsritterschaft im Zuge des Reichsdeputationshauptschlusses an Württemberg gekommen und Grenzort zum Nachbarstaat Baden geworden, wofür man 1812 nahe dem Gasthaus Ritter noch eine Zollstation (den heutigen Gasthof Traube) errichtete.
Als an einer wichtigen Fernstraße gelegener Grenzort spielte Fürfeld auf den Reisen zahlreicher Regenten und Prominenten eine wichtige Rolle. Auch wenn sie nicht im Gasthaus einkehrten, so wurden dort zumindest ihre Pferde gewechselt. Bei der Durchreise von König Friedrich I. von Württemberg 1806 hatte Posthalter Braunwarth nicht genügend Pferde für das königliche Gefolge, so dass weitere Pferde von Bauern aus Fürfeld und den umliegenden württembergischen Orten requiriert wurden. Ähnliches vollzog sich auch bei der Durchreise von König Jérôme Bonaparte 1807 und bei der Durchreise seiner Gattin Katharina 1808. In weniger guter Erinnerung dürfte Carl Maria von Weber den Ort behalten haben, der 1810 gemeinsam mit seinem Vater bei Fürfeld über die Grenze nach Baden abgeschoben wurde.
Posthalter Philipp Heinrich Redwitz hatte sich beim Kauf des Anwesens übernommen und war schon 1813 bankrott. Daraufhin erwarb sein Bruder Johann Jakob Redwitz das Anwesen und versah bis 1818 die Posthalterei. Ihm folgte Franz Andreas Imhof, der die Post 1836 an seinen Sohn Jacob Heinrich Imhof übergab. In diesem Jahr wurde der Deutsche Zollverein gegründet, der die nahe Zollstation überflüssig werden ließ.
Im Oktober 1848 brannten die Poststation und ihre Nebengebäude nieder. Posthalter Imhof ließ die Gebäude bis zum Folgejahr wieder aufbauen, wovon ein Inschriftenstein auf der Rückseite des Gebäudes kündet. 1860 wurde die Posthalterei von Fürfeld in das Gasthaus Krone im Nachbarort Bonfeld verlegt, gleichzeitig erlebte die Pferdepost in jener Gegend mit dem Ausbau der Neckarschifffahrt und der Eisenbahnlinien ihren Niedergang. 1869 erwarb die Kirchengemeinde das Anwesen des Posthalters. Im alten Posthaus und Gasthaus Ritter wurde daraufhin 1870 das Pfarrhaus des Ortes eingerichtet, an der Stelle der Nebengebäude wurde die Evangelische Kirche Fürfeld errichtet.
In den 1960er Jahren hat man zur Anbindung der im Entstehen begriffenen A 6 und der im Nordosten von Fürfeld neu zu erschließenden Gewerbegebiete die Straßenführung der B 39 geändert. Statt wie zuvor von Heilbronn kommend über die Heilbronner Straße von Süden her an der alten Posthalterei vorbei in den Ort zu führen, macht die Bundesstraße seitdem einen Bogen und führt von Osten über die Bonfelder Straße nach Fürfeld und dann nach Westen über die Sinsheimer Straße weiter nach Kirchardt. Der Durchgangsverkehr kommt seitdem nicht mehr an der einstigen Posthalterei vorbei.